# Gorges du Drac
Ne doit pas être confondu avec Basse vallée du Drac.
Les gorges du Drac sont des gorges de France situées en Isère, entre Grenoble au nord-ouest et Gap au sud-est, sur le cours du Drac.

## Géographie
Elles séparent le Trièves et le massif du Dévoluy au sud-ouest du Beaumont et du massif des Écrins au nord-est.

## Activités

### Hydroélectricité
Le barrage du Sautet est implanté à l'entrée des gorges qui s'étirent sur environ cinq kilomètres jusqu'au début du lac de retenue du barrage de Saint-Pierre-Cognet. 

### Escalade
Les gorges du Drac permettent différentes voies d'escalade.

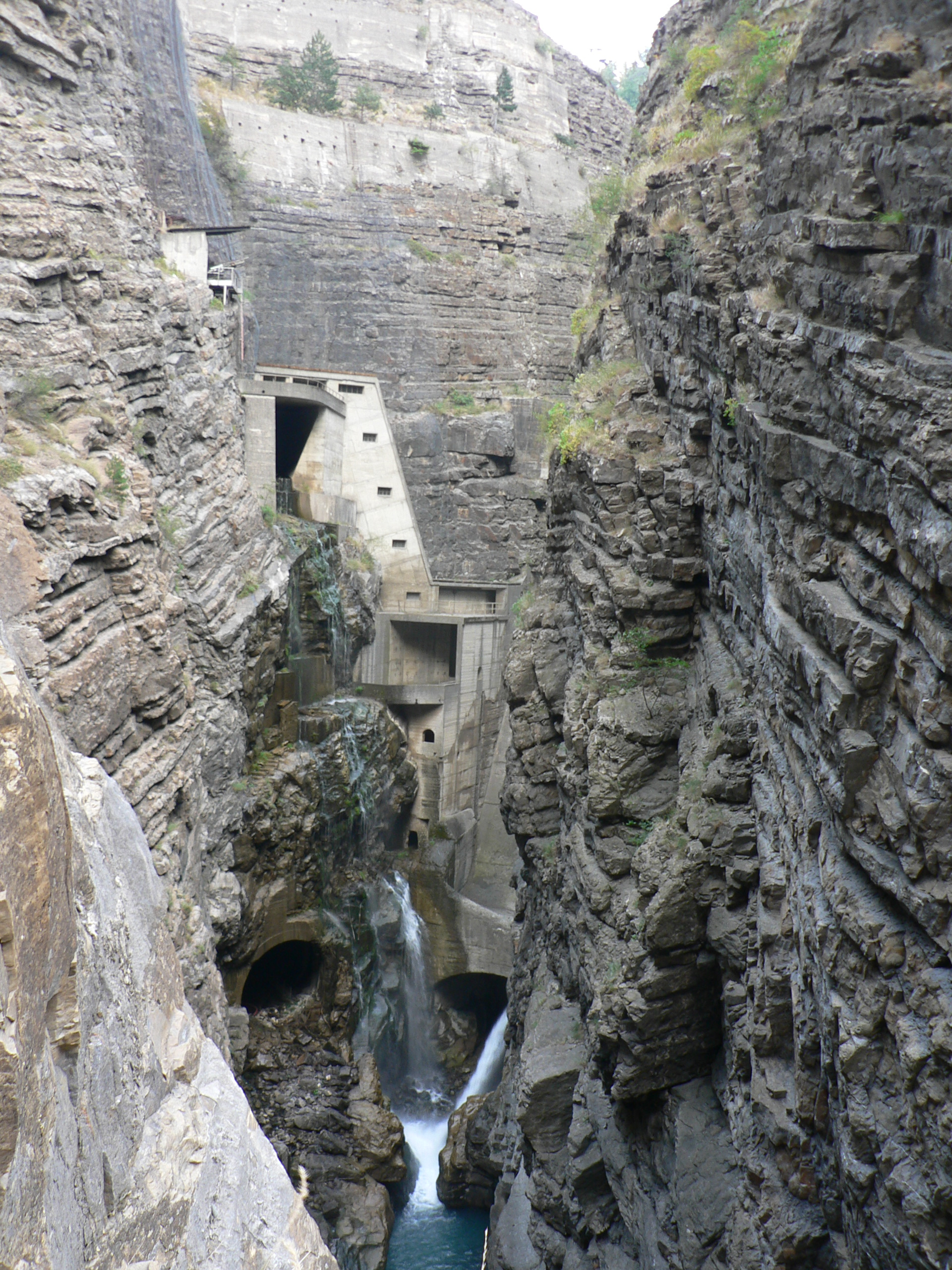
Le déversoir du barrage du Sautet à l'entrée des gorges.

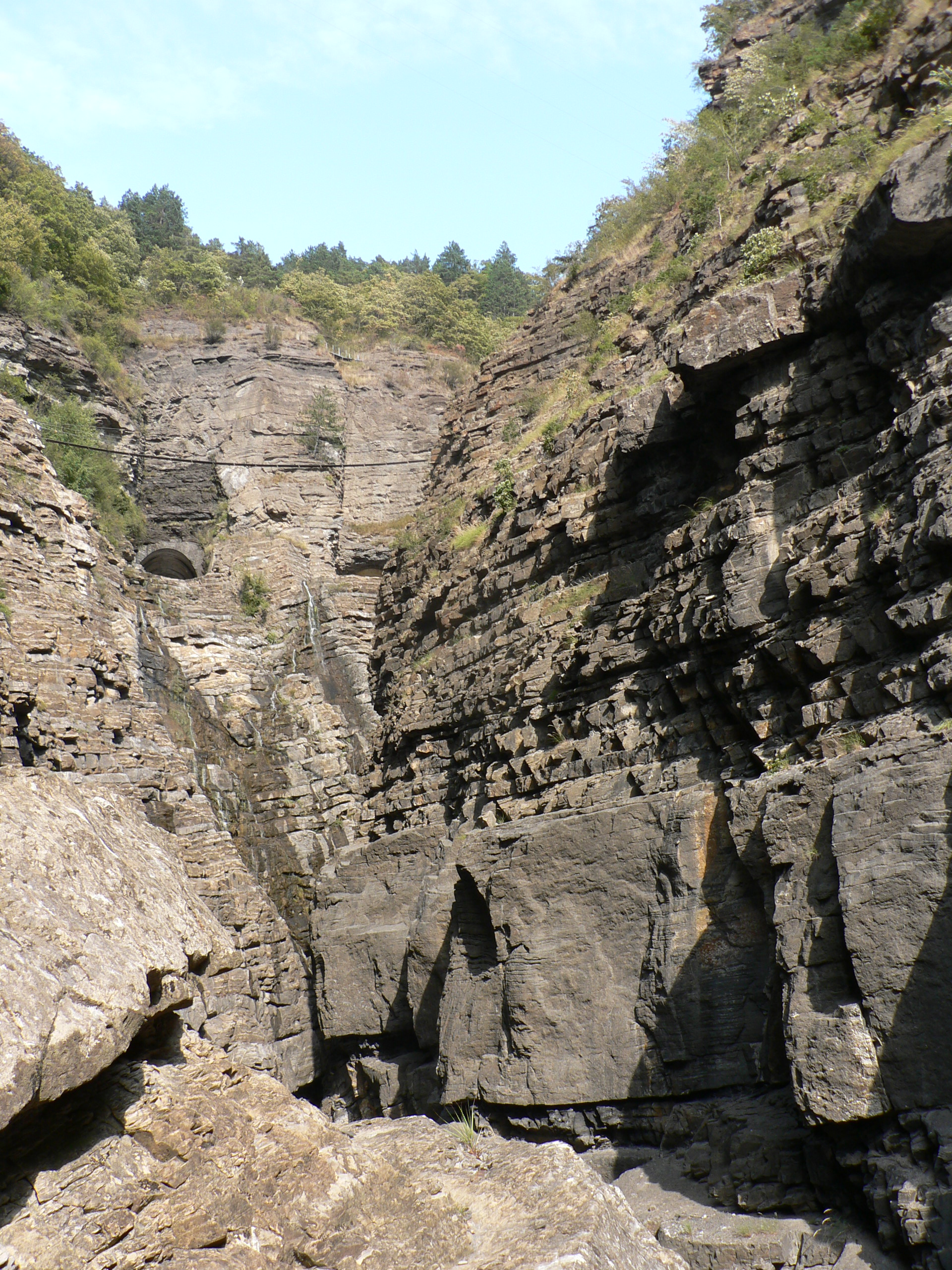
Les gorges du Drac en aval du barrage du Sautet avec la passerelle de la via ferrata.